# Danio kerri
Cá sọc dưa ngọc lam (Danh pháp khoa học: Danio kerri) là một loài cá nhiệt đới thuộc chi Danio trong họ Cyprinidae được tìm thấy trên các đảo Langkawi và Ko Yao Yai ở Malaysia. 

## Đặc điểm
Cá có bề ngoài bao phủ là một màu xanh, một số dòng hơi hồng, vàng từ đuôi đến mang mà có thể hoặc không thể được liên tục. Chúng là một loài vật hòa bình vì vậy thường được giữ trong các nhóm. Chúng thích nước với một độ PH từ 6.5 - 7.0 pH, độ cứng của nước 8-12 dGH, và một phạm vi nhiệt độ 73-77 °F (23-25 °C). Cá đẻ trứng trên giá thể sỏi thô. Chúng thường đẻ trứng vào sáng ngày đầu tiên. Những quả trứng sẽ nở trong khoảng 36 giờ.